# Rachel Roxxx
Rachel Roxxx (San Antonio, 2 marzo 1983) è un'ex attrice pornografica statunitense.

## Biografia
È entrata nell'industria a luci rosse all'inizio del 2007 quando aveva circa 24 anni; prima lavorava per Hooters.
Era interessata ad intraprendere il mestiere di pornostar già all'età di 21 anni, quando una sua amica ai tempi dell'high school le aveva mostrato gli enormi guadagni che si potevano ricavare da quella professione. Dopo aver partecipato all'AVN Award a Las Vegas, Rachel ha deciso di intraprendere una carriera come attrice di film porno: un suo amico di Houston la introdusse nel settore e lei si trasferì a Los Angeles.
La sua prima scena fu in College Amateur Tour in Texas, per il sito Shane's World.
Nel 2007 era comproprietaria, con Nick Manning, di un negozio di lingerie che venne chiuso dal proprietario dei locali.
Ha partecipato a più di 500 tra film e scene web.

## Riconoscimenti
- 2009
  - Nomination AVN Awards: Best All-Girl Group Sex Scene nel film Bad News Bitches 3 con Penny Flame e Lexi Belle[5]
- 2011
  - Nomination AVN Awards:[6]
  - Unsung Starlet of the Year
  - Best Group Sex Scene per Bonny & Clide
  - Best POV Sex Scene per The Virtual Reality Stimulator 3D
- 2012
  - Nomination AVN Awards: Unsung Starlet of the Year[7]

## Filmografia
Nel 2012 è stata protagonista di un film monografico intitolato Rachel Roxxx your world, con la partecipazione di Dani Daniels, Kelly Klass, Lux Kassidy, Missy Stone.
2007
- "Co-Ed Confidential"
- The First Time (episodio TV)
- eXXXtra, eXXXtra
- Wild Cherries 4
- Neighbor Affair 6
- Big Tits at School
- Double Decker Sandwich 10
- Slutty Gaggers
- Pillow Talk
- Head Case 3
- Sex Over Easy
- Bikini-Clad Cum Sluts
- Rain Coater's Point of View 5
- Good Morning Woody
- Who's the New Girl? 2
- Girls Will Be Girls 2
- Innocent Until Proven Filthy 2
- All Alone 2
- Naughty America 4 Her 2
- Club Devon
- Naughty America 4 Her 3
- Naughty Office 8
- Naughty Book Worms 9
- Jerk & Swallow 2
- Minority Rules 2
- Double Vision
- My Sister's Hot Friend 9
- This Butt's 4U 3
- Meet the Twins 10[8]

2008
- Hush Girls Vacation Winter Edition
- Flesh Desires
- Down the Hatch 23
- Jack's POV 11
- Close Shave
- Hand to Mouth 7
- Double Play 7
- House of Ass 9
- Big Boob Orgy
- Bubble Bottoms
- Doctor Adventures 2
- Ass Eaters Unanimous 17
- My Dirty Angels 12
- Flesh Agenda
- Suck It Dry 5
- Big Tits at School 2
- Sheer Desires
- Impulsive
- Internal Damnation

2009
- 2 Chicks Same Time 5
- Baby Got Boobs 2
- Bang Bus 25
- Big Tits in Sports 1
- Bossy MILFs 1
- Bubbly Massage
- Butt Licking Anal Whores 12
- Cheating Sports Celebrity Wives
- Creampie Surprise 10
- Cum Shot Every 5 Minutes
- Diesel Dongs 7
- Drill Baby Drill
- Eazy Lube
- Fantasy Handjobs 3
- Fresh Facials 2
- Fuck Me Like You Hate Me 1
- Fuck Team 5 4
- Gifted
- Guide to Threesomes
- How to Strip Like a Pro
- Hustler's Untrue Hollywood Stories: Angelina vs Jennifer
- Hustler's Untrue Hollywood Stories: Jessica Simpson
- Incredible Ass 2
- Intimate Touch 2
- Jana Cova: Scream
- King Dong 2
- King of Coochie 4
- Korporate Kougars
- Masturbation Nation 1
- Masturbation Nation 3
- Naughty Athletics 6
- Naughty Athletics 7
- Naughty Country Girls 1
- No Man's Land 45
- Nutbusters
- Oral Olympics: Blo For The Gold
- Pornstar Athletics 2
- POV Cocksuckers 10
- Show Me Your Tits 1
- Smokin' Hot Spinners 1
- Stuffed Petite 3
- Twilight Of Virginity
- Uncontrolled Arousals
- Watch Me 1
- Whale Tail'n 1

2010
- Baby's Got Rack
- Babysitter Diaries 1
- Bad Ass Bitches
- Bangover
- Big Tit Christmas 1
- Big Tits at Work 9
- Blowjob Winner 7
- Bombshell Bottoms 6
- Bonny and Clide
- Chick Flixxx
- Crazy for Pussy 2
- Don't Tell My Wife I'm Banging My Secretary
- Double Vision
- Fluffers 7
- Fuck a Fan 10
- Handjob Winner 5
- Hot Girls in Tight Jeans
- Housewife 1 on 1 18
- In the Butt 5
- Mano Jobs
- Masturbation Nation 8
- Masturbation Nation 9
- My Dad's Hot Girlfriend 3
- Naughty Bookworms 19
- Office Perverts 4
- Panty Pops 1
- Pornstar Fantasies 3-D
- Pornstars Like It Big 10
- Pussy Eating Club 3
- Rocco's Bitch Party
- Slut Tracker 1
- This Ain't Cheaters XXX
- Virtual Reality Stimulator
- Working Girls

2011
- American Daydreams 9
- Anal Fanatic 3
- Big Tit Crackers 2
- Big Tit Whorror Flick
- Big Tits Boss 19
- Big Tits in Uniform 5
- Big Titty MILF Shake 5
- Blowjob Winner 11
- Busty Anal Beauties
- CFNM: Boss'd Around
- Cock Sucking Challenge 10
- Cougar High 2
- Cougar Recruits 6
- Fuck a Fan 15
- Fuck Team 5 14
- Handjob Winner 12
- Hot Sex 2
- In the VIP 6
- In the VIP 7
- In the VIP 8
- It Ain't Gonna Suck Itself!
- Kittens At Play
- Masturbation Nation 11
- MILF Cruiser 18
- Neighbor Affair 13
- Office Perks 2
- Real Wife Stories 11
- Sex Sex Sex 1
- Squirtamania 12
- Teen Hitchhikers 24
- Titterific 7
- Tosh Porn Oh
- Toss My Salad 1: Ass Eating Extravaganza
- Tug Jobs 22
- Unplanned Orgies and Spontaneous Gangbangs 2
- Wheel of Debauchery 3

2012
- 2 Chicks Same Time 11
- 2 Chicks Same Time 12
- Big Butts Like It Big 10
- Big Tits at School 14
- Brooklyn Egg Cream On The Roxxx
- Busty Sweethearts 3
- Can He Score 10
- D+ Students 4
- Fluffers 10
- Girls Night Out 4
- Horny Joe's Gym 4
- Hot and Mean 5
- Hot Chicks Perfect Tits 4
- Kelly Klass: My First DP
- Naughty Office 28
- Peter North's POV 37
- Rachel Roxxx Your World
- Real Wife Stories 14
- Smoking Body And Fuckable Feet
- Squirtamania 25
- Squirtamania 26
- This Ain't Avatar XXX 2: Escape From Pandwhora
- Tonight's Girlfriend 6
- Unplanned Orgies 7
- Women at Work 2
- Your Mom Sucked Me Dry

2013
- Day With a Pornstar 4
- Dorm Invasion 3
- We Live Together.com 25

2016
- MILFs Swallowing Boys
- Sibling Rivalry 1
- Titty Creampies 9

2017
- Gym And Juice
- Oops I Spilled
- Slut Hotel